# ملحملو سفلي
ملحملو سفلي (بالفارسية: ملحملو سفلی) هي قرية تقع في أذربيجان الغربية في إيران. يقدر عدد سكانها بـ 132 نسمة .